# Liste der Landschaftsschutzgebiete in Herne
Die Liste der Landschaftsschutzgebiete in Herne enthält die Landschaftsschutzgebiete der kreisfreien Stadt Herne in Nordrhein-Westfalen.

## Liste
| Bild                                     | Nummer        | Bezeichnung des Gebietes                                                    | Fläche in Hektar | WDPA-ID   | Koordinaten | Datum der Verordnung |
| ---------------------------------------- | ------------- | --------------------------------------------------------------------------- | ---------------- | --------- | ----------- | -------------------- |
|                                          | LSG-4408-0003 | LSG-Wiedehopfstraße                                                         | 2,79             | 555561055 | Position    | 1989                 |
|                                          | LSG-4408-0004 | LSG-Röhlinghausen                                                           | 49,72            | 555561056 | Position    | 1989                 |
|                                          | LSG-4408-0005 | LSG-Landschaftspark Pluto V                                                 | 15,60            | 555561057 | Position    | 1989                 |
|                                          | LSG-4408-0007 | LSG-Königsgrube                                                             | 15,59            | 555561058 | Position    | 1989                 |
|                                          | LSG-4408-0008 | LSG-Thyssenhalde                                                            | 21,46            | 555561059 | Position    | 1989                 |
|                                          | LSG-4408-0009 | LSG-Bergehalde der ehemaligen Zeche „Unser Fritz I/IV“                      | 3,55             | 555561060 | Position    | 1989                 |
|                                          | LSG-4409-0025 | LSG-An der Linde                                                            | 32,27            | 555561066 | Position    | 1989                 |
|                                          | LSG-4409-012  | LSG-Bereich westlich „Auf'm Kolm“                                           | 23,61            | 555561067 | Position    | 1989                 |
|                                          | LSG-4409-0027 | LSG-Berkelstrasse                                                           | 18,29            | 555561068 | Position    | 1989                 |
|                                          | LSG-4409-0028 | LSG-Düngelbruch                                                             | 77,39            | 555561069 | Position    | 1989                 |
|                                          | LSG-4409-0029 | LSG-Emsring                                                                 | 3,36             | 555561070 | Position    | 1989                 |
| Graureiher                               | LSG-4409-0030 | LSG-Grünzug östlich Friedrich der Große-Storchenwiese                       | 5,02             | 555561071 | Position    | 1989                 |
| Ruhmbachquelle im LSG Gysenberg          | LSG-4409-0031 | LSG-Gysenberger Wald/Constantin X                                           | 100,07           | 555561072 | Position    | 1989                 |
|                                          | LSG-4409-0032 | LSG-Ostbachtal                                                              | 43,75            | 555561073 | Position    | 1989                 |
| Holthausen bis Stadtgrenze Bochum-Gerthe | LSG-4409-0033 | LSG-Holthausen, Sodinger Volkspark, Langeloh                                | 277,88           | 555561074 | Position    | 1989                 |
|                                          | LSG-4409-0034 | LSG-Wasserrückhaltebecken Landwehrbach                                      | 15,08            | 555561075 | Position    | 1989                 |
|                                          | LSG-4409-0035 | LSG-Voßnacken-Bereich Nord                                                  | 15,36            | 555561076 | Position    | 1989                 |
|                                          | LSG-4409-0036 | LSG-Voßnacken-Bereich West                                                  | 18,83            | 555561077 | Position    | 1989                 |
|                                          | LSG-4409-0037 | LSG-Voßnacken-Bereich Ost                                                   | 5,06             | 555561078 | Position    | 1989                 |
|                                          | LSG-4409-0038 | LSG-Waldbereich nördlich der Zeche Teutoburgia                              | 14,71            | 555561079 | Position    | 1989                 |
|                                          | LSG-4409-0039 | LSG-Horsthausen                                                             | 72,29            | 555561080 | Position    | 1989                 |
|                                          | LSG-4409-0040 | LSG-Wäldchen an der Vödestrasse                                             | 4,47             | 555561081 | Position    | 1989                 |
|                                          | LSG-4409-0041 | LSG-Südlich Holsterhauser Straße/Stadtgrenze Bochum                         | 20,82            | 555561082 | Position    | 1989                 |
|                                          | LSG-4409-0042 | LSG-Landschaftspark um die Fortbildungsakademie des Landesinnenministeriums | 18,64            | 555561083 | Position    | 1989                 |